# Histiotus macrotus
Histiotus macrotus là một loài động vật có vú trong họ Dơi muỗi, bộ Dơi. Loài này được Poeppig mô tả năm 1835.